# Kite (musikgrupp från Vårgårda)
Kite var ett rockband som startade i Vårgårda. De spelade egenskriven musik med kristna texter. Musiken är gitarrbaserad modern melodiös rock. Tre av medlemmarna började spela tillsammans 1996, då under namnet Creed. Då namnet blev upptaget av Creed tog man namnet Kite 1998 från en av sina låtar.
2002 släpptes gruppens debutalbum "Soil" på Feedback records. Bandet har sedan dess spelat över 140 konserter i Sverige, Estland och Tyskland. Kite släppte i februari 2007 sin andra skiva "Open". Då släpptes också bandets första musikvideo till låten Fly Into The Sun.
I oktober 2009 gick Kite ut via sin hemsida och meddelade att bandet läggs ned efter årsskiftet.

## Medlemmar
- Josef Tingbratt (född Magnusson) - sång/gitarr. Född 14 oktober 1979 i Borås.
- Sven Edelgård (född Claesson) - gitarr. Född 6 juli 1977 i Borås.
- David Einebrant - gitarr. Född 15 april 1980 i Vasa, Finland. Har även medverkat som gästskådespelare i barnprogrammet "Hotell Favoriten" som sänts på TV4 i flera omgångar.
- Markus Lidevi - bas. Född 28 februari 1982 i Borås.
- Simon Johansson - trummor. Född 19 mars 1983.

Tidigare medlemmar David Wedegård (född Andersson) - trummor 1998-2001

## Diskografi
- Soil (Feedback-Records 2002),
- Open (Feedback-Records 2007)[3]